# Riu Kupa

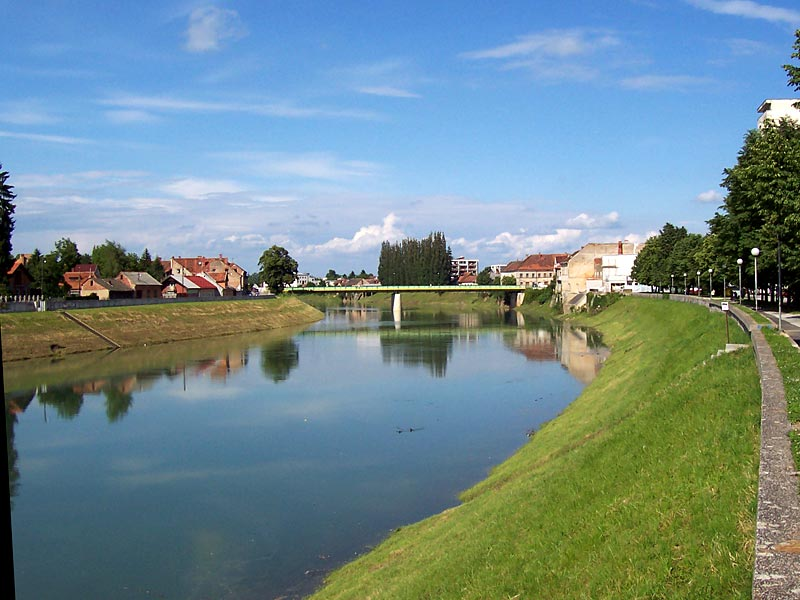
El Kupa a Karlovac

El Kupa (eslovè Kolpa) és un riu de Croàcia situat a la frontera amb Eslovènia.
El Kupa neix a la regió muntanyosa de Gorski kotar, al nord-est de Rijeka, a la zona del Parc Nacional de Risnjak. Es mou uns quants quilòmetres cap a l'est, on rep l'afluència de la riera Čabranka per l'esquerra, abans d'arribar a la frontera amb Eslovènia.
Tot seguit continua cap a l'est, on rep l'afluència del riu Lahinja per l'esquerra, passa per Vrbovsko, i es desenganxa de la frontera eslovena. Llavors arriba a la ciutat de Karlovac, on rep l'afluència de dos altres rius per la dreta, el riu Dobra i el riu Korana.
Continua el seu camí cap a l'est, on s'uneix amb el riu Glina per l'esquerra i amb el riu riu Odra per l'esquerra, arriba a la ciutat de Sisak, on acaba integrant-se al riu Sava.